# Шербрукський університет
Шербрукський університет (фр. Université de Sherbrooke —  Універсіте́ де Шербру́к — UdeS) — вищий навчальний заклад, розташований у місті Шербрук (Естрі, провінція Квебек, Канада). Університет засновано у 1954 році.
Університет — з французькою мовою навчання. Це — один із двох вищих навчальних закладів міста Шербрук.
У 2007 в університеті вчилося 35 000 студентів, працювали 3 200 викладачів. Узагалі ж університет надає роботу 6 400 особам. 
Університет нараховує більш ніж 100 000 випускників.
У ньому — 46 навчальних програм рівня бакалаврату, 48 програм магістратури і 27 докторських програм.